# Tom Sewell (basket-ball)
Pour les articles homonymes, voir Sewell.
Tom Sewell (né le 11 mars 1962 à Pensacola, Floride) est un ancien joueur professionnel américain de basket-ball.
Sewell est sélectionné par les 76ers de Philadelphie avec le 22e choix de la Draft 1984 de la NBA. Les 76ers souhaitent alors offrir un contrat à long terme à Charles Barkley (qui a été sélectionné avec le choix numéro 5) et échange immédiatement Tom Sewell aux Bullets de Washington contre un choix de draft 1988 (que les Bullets utiliseront pour sélectionner Harvey Grant).
Tom Sewell joue une saison pour les Bullets, enregistrant 20 points, 6 passes décisives, 4 rebonds, 3 interceptions et 1 contre en 21 matchs.